# کریم‌آباد (زبرخان)
کریم‌آباد روستایی در دهستان اردوغش بخش زبرخان شهرستان نیشابور استان خراسان رضوی ایران است.

## جمعیت
بر پایه سرشماری عمومی نفوس و مسکن در سال ۱۳۹۵ جمعیت این روستا ۲۱۷ نفر (۶۶خانوار) بوده‌است.